# Aermacchi MB-326
Aermacchi MB-326 är ett italienskt jetdrivet skolflygplan och lätt attackflygplan designat i mitten av 1950-talet. Flygplanet är ett av de mest framgångsrika flygplanen i sin klass och har tillverkats i mer än 700 exemplar, flertalet av dem på licens i Australien, Brasilien och Sydafrika, och den har tjänstgjord i 16 olika flygvapen.

## Utveckling
År 1953 började Ermanno Bazzocchi på Aermacchi att konstruera ett jetflygplan som skulle kunna användas som både skolflygplan och lätt attackflygplan. Italien led fortfarande av den ekonomiska krisen efter andra världskriget och hade inte råd med dyra överljudsflygplan eller stora bombflygplan. För att den italienska flygindustrin skulle överleva behövde man bygga ett billigt och enkelt flygplan och dessutom göra det bättre än konkurrenter som Jet Provost, Fouga Magister och Aero L-29 Delfín. Den första prototypen premiärflög 10 december 1957 och Italiens flygvapen beställde en förproduktionsserie om 15 flygplan ett år senare. De presterade så bra att flygvapnet snart beställde ytterligare 95 stycken. Samtidigt visade prototyperna upp utomlands för att locka exportkunder vilka, till skillnad från Italiens flygvapen, visade större intresse för de versioner som även kunde utföra attackuppdrag.
Den 8 maj 1968 flög den uppgraderade versionen MB-326G med den kraftigare motorn Viper 20, större luftintag, förstärkt flygkropp och vingar, fler vapenbalkar och modernare elektronik. Jämfört med de tidigare modellerna kunde den bära dubbelt så mycket last. Inte heller nu var italienska flygvapnet intresserade, men de köpte skolversionen MB-326E med samma motor, samma vingar och samma elektronik. Några som däremot var väldigt intresserade var Brasiliens flygvapen som köpte 36 stycken och dessutom tillverkade 130 lokalt på licens till Embraer.
Med G-modellens förbättrade attackförmåga framstod det som ett lockande alternativ att tillverka en dedicerad ensitsig attackversion. Utan det bakre sätet blev det mycket plats över för till exempel två stycken 30 mm DEFA automatkanoner. Den ensitsiga versionen fick beteckningen MB-326K och flög första gången 22 augusti 1970. Den hade dessutom en ännu starkare motor och förmågan att avfyra jaktroboten R.550 Magic. Den största kunden för K-versionen blev Sydafrika som tidigare haft god användning av sina tvåsitsiga MB-326M.
Under 1970-talet utvecklade Aermacchi en ytterligare förbättrad version med helt nytt nosparti och nyare motor kallad Aermacchi MB-339.

## Användning

### Argentina
Argentina var den första exportkunden av MB-326G när de 1969 köpte åtta stycken. Vid tiden för Falklandskriget hade Argentinas flotta kompletterat sina MB-326 med modernare MB-339 som sattes in i striderna medan de äldre MB-326 fick en mer tillbakadragen roll. Två stycken MB-326 sköts ner och ytterligare tre erövrades av brittiska styrkor i Port Stanley. Efter kriget köpte Argentina elva stycken MB-326G från Brasilien för att ersätta förlusterna.

### Australien
I augusti 1965 beslutade Australiens flygvapen att de behövde ett jetdrivet skolflygplan för att utbilda piloter till de Mirage III-jaktplan man nyligen hade tagit i tjänst. Man valde att köpa in 97 stycken MB-326H varav de första 20 var tillverkade av Aermacchi men monterade av CAC i Australien och resten tillverkade på licens av CAC. Även motorn Rolls-Royce Viper tillverkades av CAC. Det första flygplanet levererades 2 oktober 1967. Flygplanen var populära och användes flitigt vilket ledde till problem med metallutmattning. Trots att alla flygplan fick nya vingbalkar på 1990-talet och dessutom kompletterades med Pilatus PC-9 för att minska uttaget av flygtid pensionerades de 2001 och ersattes av BAE Systems Hawk.

### Brasilien

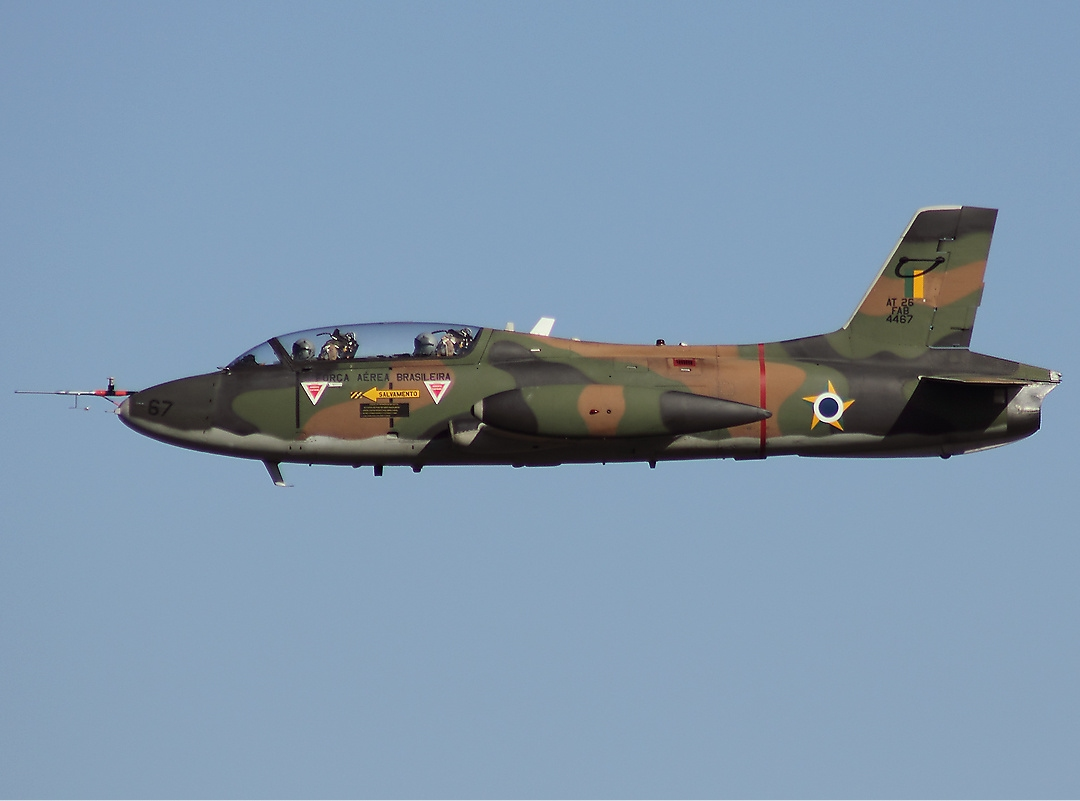
En brasiliansk AT-26 Xavante.

Den största användaren av MB-326 är Brasilien. Totalt 182 stycken MB-326G (i Brasilien kallade AT-26 Xavante) har tillverkats på licens av Embraer, de flesta av dem för Brasiliens flygvapen. Dessa började ersätta Lockheed T-33 Shooting Star och North American T-6 Texan i mitten på 1970-talet. Till en början inriktade man sig på det amerikanska flygplanet Cessna A-37 Dragonfly, men den föll på kravet att den skulle tillverkas i Brasilien. Aermacchi var de enda som ville tillmötesgå ett sådant krav och i oktober 1969 flögs den första MB-326:an till Brasilien i en Lockheed C-130 Hercules för demonstration. Denna MB-326 var utlånad av Italienska flygvapnet och bar förutom brasilianska flygvapnets nationalitetsbetckningar även den civila italienska registreringen I-FASE och dessutom italienska flygvapnets registreringsnummer MM54290. År 1970 skrevs licenskontrakt mellan Embraer och Aermacchi som gav Embraer tillstånd att tillverka en första serie om 112 flygplan. Den första Embraer-tillverkade MB-326:an genomförde sin jungfruflygning 6 september 1971. Brasiliens MB-326:or har använts i strid mot maoist-rebeller under gerillakriget i Araguaia. Av de MB-326 som tillverkats i Brasilien har 10 sålts Paraguay och 6 till Togo samt 11 begagnade till Argentina.

### Italien
Italien tog sina första MB-326 i tjänst 22 mars 1962 och de ersatte då North American T-6 Texan. Jämfört med propellerdrivna flygplan var MB-326 dyrt, men eftersom man med MB-326 kunde genomföra flygutbildningen med färre flygtimmar var det ändå lönsamt. Redan innan MB-326 hade tagits i tjänst slog Guido Carestiano officiellt höjdrekord med 15 489 meter i augusti 1961. Det blev Italiens sista flygrekord. Flygbolaget Alitalia beställde också fyra stycken med civil instrumentering för att utbilda trafikpiloter. Under 1970-talet uppgraderade Italiens flygvapen successivt sina MB-326 till MB-326E som fortsatte att tjänstgöra in på  1980-talet då de började ersättas av MB-339. År 1990 inträffade en svår olycka när en MB-326 kraschade i en skola varvid tolv elever dödades. Alla MB-326 fick officiellt flygförbud, men flera byggdes om och fortsatte att användas under resten av 1990-talet.

### Sydafrika
Sydafrikas första 40 MB-326M tillverkades i Italien, men redan 1966 började Atlas Aircraft att tillverka 125 flygplan på licens under namnet Impala Mk I. Dessa hade till skillnad från de Italien-tillverkade flygplanen möjlighet att förses med vapen. På 1970-talet köptes även sju stycken ensitsiga attackflygplan av typen MB-326K från Italien plus ytterligare 93 stycken tillverkade av Atlas Impala Mk II. Sydafrikas Impalas användes flitigt mot MPLA under inbördeskriget i Angola mellan 1975 och 1989. Även om Impala Mk II kunde bära jaktroboten R.550 Magic så var de lätta mål för angolanska MiG-21:or och flög därför regelmässigt på mycket låg höjd för att undvika upptäckt. Sedan 1967 har MB-327 också använts av sydafrikanska flygvapnets uppvisningsgrupp ”Silverfalkarna” (afrikaans: Die Silwer Valke).

## Varianter

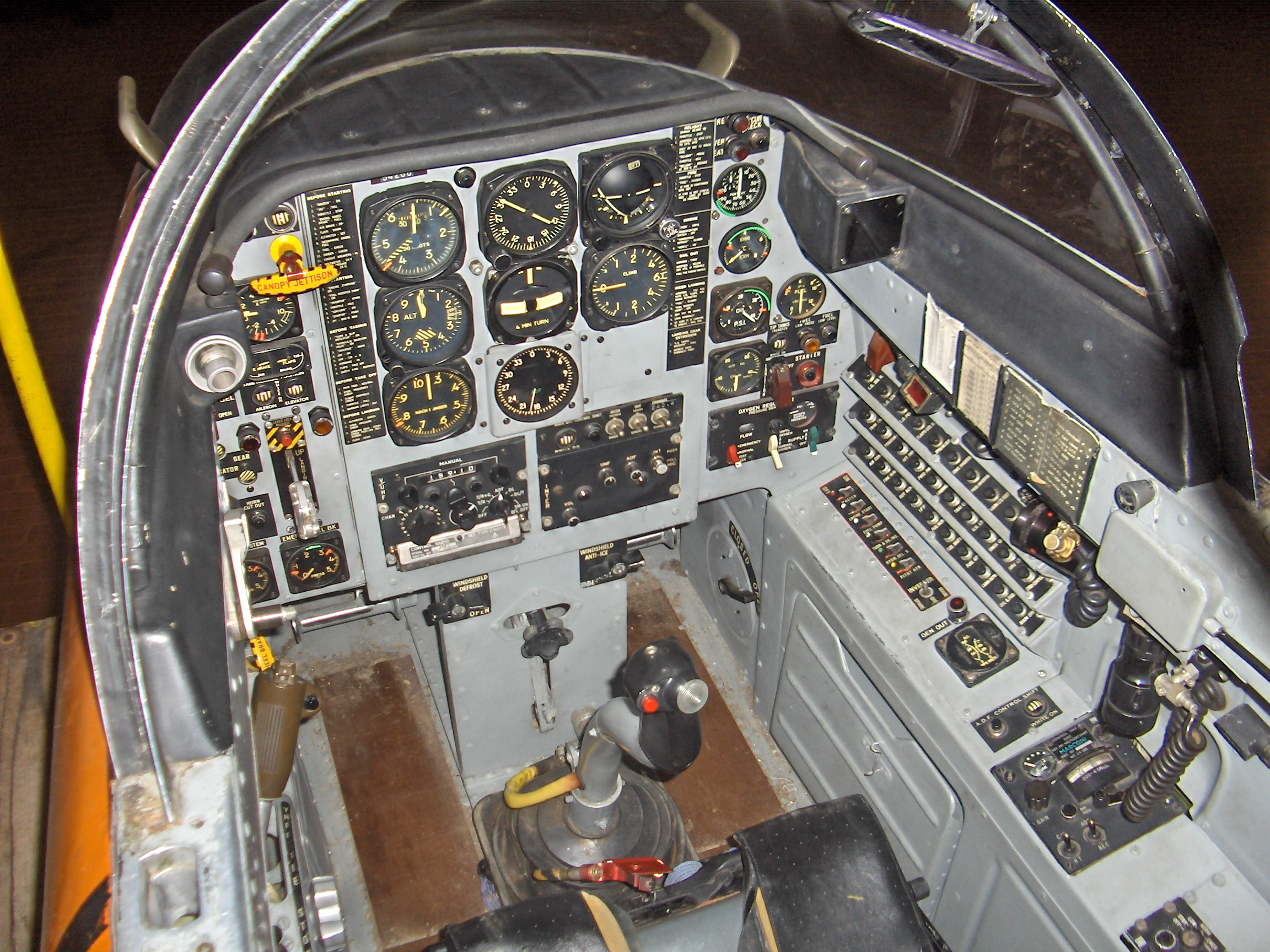
Cockpiten på en MB-326.

- MB-326 – Första versionen utan beväpning och med motorn Viper 11. 125 byggda plus 2 prototyper.
- MB-326A – Beväpnad version för lätt attack. Inga byggda.
- MB-326B – Kombinerat skol- och attackflygplan tillverkade för Tunisien. 8 byggda.
- MB-326C – Skolflygplan med nosen och radarn från Lockheed F-104 Starfighter. Inga byggda.
- MB-326D – Skolflygplan med civila instrument tillverkade för Alitalia. 4 byggda.
- MB-326E – Skolflygplan med begränsad vapenkapacitet och Viper 20-motor tillverkade för Italiens flygvapen. 6 byggda.
- MB-326F – Kombinerat skol- och attackflygplan med Viper 20-motortillverkade för Ghana. 9 byggda.
- MB-326G – Kombinerat skol- och attackflygplan med Viper 20-motor, förstärkt flygkropp och modernare elektronik. Tillverkade för Argentina, Zaire och Zambia samt tillverkade på licens av Embraer för Brasilien.
- MB-326H – Skolflygplan tillverkade för Australien. 95 byggda varav 85 på licens av CAA.
- MB-326K – Ensitsigt attackflygplan. 19 byggda för Dubai, Ghana, Tunisien och Zaire samt ? byggda på licens av Atlas Aircraft för Sydafrika.
- MB-326L – Skolflygplan tillverkade för Dubai och Tunisien. 6 byggda.
- MB-326M – Kombinerat skol- och attackflygplan tillverkade på licens av Atlas Aircraft för Sydafrika.
- AT-26 Xavante – Brasiliens beteckning på MB-326G.
- Impala Mk I – Sydafrikas beteckning på MB-326M.
- Impala Mk II – Sydafrikas beteckning på MB-326K.

## Liknande flygplan
- BAC Strikemaster
- Cessna A-37 Dragonfly